# Маккормак, Росс
Росс Макко́рмак (англ. Ross McCormack; род. 18 августа 1986, Глазго) — шотландский футболист, нападающий.

## Клубная карьера

### Ранняя карьера
Родился в Глазго 18 августа 1986 года. Футболом начал заниматься в школе местного «Рейнджерс», за который и дебютировал 1 мая 2004 года в матче против «Мотеруэлла» в возрасте 17 лет. 16 мая 2004 года, выйдя в основном составе клуба во второй раз в профессиональной карьере, забил свой первый гол.
В следующем сезоне, 2004/05 годов провел за основной состав всего одну игру. В сезоне 2005/06 играл куда больше — на счету Росса 11 матчей во всех турнирах и 3 забитых гола. Особо отметим гол, забитый в матче Лиги чемпионов «Порту», который принес «Рейнджерс» ничью. Но, несмотря на свой памятный гол в ворота «Порту», в начале 2006 года был отдан в аренду английскому клубу «Донкастер Роверс», где в девятнадцати матчах забил пять голов. После возвращения в «Рейнджерс» Россу сообщили, что он больше не входит в планы главного тренера клуба Поля Ле Гуэна и его контракт с «Рейнджерс» был расторгнут.
11 июля 2006 года подписал двухлетний контракт с «Мотеруэллом». Сезон 2006/07 года выдался не столь удачным, из за травм шотландец принял участие всего в 15 матчах команды во всех турнирах и забил лишь два гола. Следующий сезон получился куда более приятным и для игрока, и для клуба — сыграв 42 игры во всех турнирах и забив 15 мячей, он помог клубу занять третье место в шотландской Премьер-Лиге.
После успешного сезона в Шотландии Росса связывали с переходом в клуб английской Премьер-Лиги «Уиган» и «Мидлсбро», но 28 июня 2008 года подписал контракт с валлийским клубом «Кардифф Сити». Сумма сделки составила 120 тысяч фунтов.
В сезоне 2008/09 сыграл за клуб 38 матчей и забил 21 гол, что позволило ему стать вторым бомбардиром чемпионата. 23 июля 2009 года подал прошение о трансфере в другой клуб оп инициативе своего агента, который утверждал о «джентльменском соглашении между ним и клубом». Трансферные предложения от «Халл Сити» и «Портсмута» были отклонены клубом и, таким образом, Росс начал новый сезон в составе «Кардиффа». В сезоне 2009/10 шотландец сыграл 41 матч за валлийский клуб во всех турнирах, но забил всего 5 мячей.
В подготовке к новому сезону в составе «Кардиффа» Маккормак считался лишь запасным нападающим, проиграв конкуренцию за место в составе Майклу Чопре и Джею Ботройду. Когда валлийский клуб вдобавок подписал Крейга Беллами, шотландец решил уходить из клуба.

### «Лидс Юнайтед»
27 августа 2010 года Росс подписал трехлетний контракт с «Лидс Юнайтед». 28 августа 2010 года в матче против «Уотфорда» Росс дебютировал за «Лидс», выйдя на замену на 70-й минуте. 17 сентября впервые вышел на поле в основном составе «Юнайтед» в матче против «Донкастера». Тем не менее, первого гола Маккормака за новый клуб пришлось ждать очень долго — шотландец смог это сделать лишь 30 апреля 2011 года, спустя 8 месяцев после перехода в «Лидс». Всего за свой первый сезон в составе «павлинов» Росс сыграл 21 матч во всех турнирах и забил 2 мяча. После впечатляющей концовки сезона, Маккормак заслужил вызов в сборную Шотландии.
Несмотря на неудачную игру во время товарищеских игр, менеджер Саймон Грейсон доверил Россу место в основе в первых играх сезона. и шотландец не подвел своего менеджера. За август и сентябрь 2011 года забил 9 мячей за 8 сыгранных матчей и был номинирован на звание «Игрока месяца в Чемпионшипа», при этом стал первым игроком «Лидса» за последние 50 лет, который забивал голы в 6 матчах подряд. Этот сезон Маккормак закончил лучшим клубным бомбардиром, забив 18 мячей в 45 играх за «Юнайтед».
17 августа 2012 года Росс подписал новый контракт с «Лидсом» на три сезона. 15 сентября 2012 года в матче против своего бывшего клуба «Кардифф Сити» получил травму колена и выбыл до Нового года. Восстановление заняло меньше времени, чем ожидалось и уже в конце ноября футболист вернулся на поле. 27 января 2013 года Маккормак забил победный гол лондонскому «Тоттенхэм Хотспур» в матче 1/8 финала Куба Англии и вывел свою команду в четвертьфинал. Позднее этот гол был признан болельщиками клуба «лучшим голом сезона». В заключительном , 46-м туре Чемпионшипа Росс забил победный гол «Уотфорду» в добавленное время и фактически лишил лондонский клуб прямой путевки в Премьер-Лигу. В сезоне 2012/13 годов из-за регулярных повреждений, непонимания с менеджером «Лидса» Нилом Уорноком и игры на непрофильных позициях шотландец забил всего 5 голов в 46 матчах за клуб. Тем не менее, на счету футболиста также 12 голевых передач (3-й показатель в лиге), а его 100%-ная отдача на поле и преданность клубу позволили ему стать одним из самых любимых игроков среди болельщиков клуба.
Новый главный тренер «Лидса» Брайан Макдермотт в межсезонье наигрывал Росса на позиции атакующего полузащитника. По традиции, в товарищеских встречах, несмотря на обильный минутный наигрыш, Росс не забил ни одного гола. 6 августа «Мидлсбро» сделал запрос «Лидсу» по покупке нападающего. Как сообщил Макдермотт, оно было категорически отклонено, так как, цитируя тренера «Росс хочет остаться в клубе. Мы хотим, чтобы Росс остался в клубе. Тут не о чём говорить». 8 августа 2013 года в матче с «Брайтоном» Маккормак забил свой первый гол в сезоне и помог «павлинам» одержать победу. После этого Росс до конца лета отличился ещё трижды, что поспособствовало возрастанию интереса к нему. Однако, 30 августа Маккормак отверг все предложения о переходе в другие клубы и подписал с клубом новый контракт, который истекает в 2017 году.
Маккормак стал первым игроком, которому удалось повторить достижение Брайана Дина 2004 года — оформить покер в официальном матче за «Лидс». Это произошло в игре против «Чарльтона» 9 ноября.
16 января 2014 года Маккормак был назначен Макдермоттом капитаном клуба, сменив на этой должности Родольфа Остина. Зимой 2014 «Лидс» отклонил предложения по трансферу шотландца от «Вест Хэма» и «Кардиффа». Валлийцы предлагали порядка 4 миллионов в дедлайн, но Росс выступил на Sky Sports с заявлением, что не намерен никуда уходить из «Лидса», а также выразил поддержку Брайану Макдермотту, которого едва не уволили. Свои слова он сразу же подкрепил делом, оформив на следующий день, 1 февраля хет-трик в ворота «Хаддерсфилда».
Росс завершил сезон 2013/14 с 29 (28 в рамках Чемпионшипа, ещё 1 — в Кубке Лиге) мячами в своем активе и стал лучшим бомбардиром Чемпионшипа, по итогам сезона он вошёл в тройку лучших игроков сезона наряду с Дэнни Ингзом («Бернли») и Дэнни Дринкуоттером («Лестер»). Также он попал в сборную сезона Чемпионшипа по версии Профессиональной Футбольной Ассоциации.

## Международная карьера
Выступал за молодежную и вторую сборную Шотландии. За первую сборную страны он дебютировал в мае 2008 года в матче со сборной Чехии. Первый мяч за национальную команду забил 1 апреля 2009 года в ворота сборной Исландии..

### Голы за сборную
| #  | Дата            | Место                           | Соперник  | Счет | Результат | Турнир                      |
| -- | --------------- | ------------------------------- | --------- | ---- | --------- | --------------------------- |
| 1. | 1 апреля 2009   | Хэмпден Парк, Глазго, Шотландия | Исландия  | 1-0  | 2-1       | FIFA 2010 отборочный турнир |
| 2. | 15 августа 2012 | Истер Роуд, Эдинбург, Шотландия | Австралия | 3-1  | 3-1       | Товарищеский матч           |

## Личная жизнь
27 октября 2009 года был арестован за вождение в нетрезвом виде. 23 ноября он признал себя виновным и был лишен прав на 17 месяцев, а также оштрафован на 2600 £.
Женат на британской модели Кортни Сент-Джон. В декабре 2011 года у пары родился сын Лейтон.